# The Light (平井大のアルバム)
『The Light』（ザ・ライト）は、平井大が2014年1月29日にavex traxから発売したメジャー2枚目（通算4枚目）のミニ・アルバム。

## 内容
前作『Dream』から約6か月ぶりのミニ・アルバム。本作は、楽曲やカバーアートなどから夏のイメージが強い平井が冬をテーマに制作した作品。
タイトルには「辛い日々にも必ず報われる一筋の光がある。気付きにくいかも知れない身近なところにこそ幸せが存在する事を感じてほしい」という想いが込められている。

## 収録曲
- 作詞・作曲：平井大　編曲：EIGO・平井大（特記以外）

1. Lino -intro-
  - 本作のイントロ。
2. The Light〜青い空〜
  - 本作の表題曲。
3. Winter Snow Magic
  - 作詞：平井大・EIGO
  - 本作のリード曲。
  - 2ndデジタルシングルとして2013年12月11日に先行配信された[1]。
4. Beautiful
  - 作詞：平井大・EIGO
5. Don't Know Why
  - 作詞・作曲：ジェシー・ハリス
6. Together
7. Kapulau -outro-
  - 本作のアウトロ。

## 参加ミュージシャン
- 平井大：Vocal （#1以外）、Acoustic Guitar & Electric Guitar & Ukulele & Banjo （ALL）

Additional Musician
- 遠藤慎一：Acoustic Guitar & Electric Guitar（ALL）
- 乾修一郎：Steel Guitar（ALL）
- 伊東達哉：Bass（ALL）
- 荒川結：Percussion（ALL）